# فنون الإمارات
فنون الإمارات هي شركة متخصصة في الإنتاج المرئي والمسموع، افتتحت في بداية التسعينيات، أنتجت الكثير من الأعمال الفنية للعديد من النجوم، مقرها الرئيسي في إمارة دبي.

## الفنانون الذين تعاملوا معها
- عارف الزياني
- ميحد حمد
- أحلام
- هند
- حسين الجسمي
- فايز السعيد
- فاضل المزروعي
- فاطمة زهرة العين
- فواز الرجيب